# فرودگاه آبی لک گبیل
فرودگاه آبی لک گبیل (به انگلیسی: Lac Gobeil Water Aerodrome) یک فرودگاه همگانی است که یک باند فرود آب دارد. این فرودگاه در کشور کانادا قرار دارد و در ارتفاع ۱۳۷ متری از سطح دریا واقع شده است.